# 立ともみ
立 ともみ（りつ ともみ、1947年11月27日 - ）は元宝塚歌劇団専科・月組組長の男役。兵庫県宝塚市、雲雀丘学園高等学校出身。

## 略歴
- 母は宝塚歌劇団卒業生（17期生）の須磨磯子。その影響もあり、幼い頃からダンスと宝塚歌劇に親しむ。
- 1966年宝塚音楽学校に入学。1968年卒業。同年宝塚歌劇団に54期生として入団。同期生に筑前琵琶奏者の上原まり、女優の順みつき、振付家の尚すみれらがいる。組公演『マイ・アイドル[1]』で初舞台を踏む。入団時の成績は59人中2位[1]。
- 1969年7月7日[1]、花組に配属。
- 1970年、『炎』新人公演で当時の若手スター・瀬戸内美八の役を与えられる。
- 1977年、星組へ異動。
- 1982年、専科に異動。在籍中は、ニューヨークへの2度のダンス留学、また宝塚歌劇団の多数の公演で振付も担当。
- 1997年12月16日付で、月組へ異動し、月組組長に就任。
- 2002年、再び専科に異動。男役として各組に特別出演する。
- 2007年12月24日付[1]で、特別出演した花組『アデュー・マルセイユ/ラブ・シンフォニー』東京公演千秋楽をもって定年退団。
- 退団後は、宝塚イゾラベッラでのコンサート、心斎橋そごう劇場での公演などに出演する傍ら、コープこうべでのストレッチ・ジャズダンス指導[2]・宝塚歌劇団での演技指導・宝塚音楽学校在籍の生徒の指導や全国各地で宝塚受験を志す女子中高生の個別支援にあたるなど経験を生かして幅広く活躍している。

## 宝塚時代の主な舞台

### 花組時代
- 1970年7月、『炎』新人公演：目付役・山形主水（本役：瀬戸内美八）／『ドリーム・ア・ドリーム』
- 1970年10月、『扇源氏』新人公演：花若童子（本役：薫邦子）／『アポローン』
- 1971年10月、『小さな花がひらいた』／『シシリーの夕陽』新人公演：副官ロベール（本役：美吉野一也）
- 1972年7月、『炎の天草灘』新人公演：多賀主水（本役：麻月鞠緒）／『ポップ・ニュース』
- 1973年4月、『新・花かげろう』碓井貞光、新人公演：野依知親（本役：麻月鞠緒）／『ラ・ラ・ファンタシーク』
- 1973年7月、『この恋は雲の涯まで』黒龍
- 1974年4月、『虞美人』[3]鐘離昧
- 1974年8月、『’74 宝塚ゴールデンステージ』（中日）
- 1975年7月、『ベルサイユのばら - アンドレとオスカル -』ジャン
- 1976年2月、『あかねさす紫の花』佐伯連子麻呂／『ビューティフル・ピープル』
- 1976年4月、『ベルサイユのばら』（全国ツアー）ベルナール
- 1976年8月、『うつしよ紅葉』松平竹千代／『ノバ・ボサ・ノバ』ピエロ
- 1977年1月、『朱雀門の鬼』躬恒／『ル・ピエロ』
- 1977年6月、『うつしよ桜 -信長出陣-』林美作／『ビバ タカラジェンヌ』（全国ツアー）

### 星組時代
- 1977年11月、『テムーズの霧に別れを』ミッシェル／『セ・マニフィーク』
- 1978年1月、『風と共に去りぬ』（全国ツアー）ミード博士
- 1978年5月、『誰がために鐘は鳴る』アンドレス
- 1979年9月、『アンタレスの星』エド／『薔薇パニック』[4]
- 1979年11月、『心中・恋の大和路』（バウ）番頭伊兵衛、忠三郎
- 1980年3月、『恋の冒険者たち』ウッディ／『フェスタ・フェスタ』
- 1980年5月、『I LOVE MUSIC』（バウ）
- 1980年6月、『ふるさと絵巻』鳩間の歌手 他／『薔薇ファンタジア』
- 1980年8月、『響け!わが歌』[5]百地古太夫／『ファンシー・ゲーム』[6]
- 1981年5月、『美しい忍びの季節』望月右近／『ニュー・ファンシー・ゲーム』（全国ツアー）
- 1982年10月、『心中・恋の大和路』（バウ）伊兵衛
- 1982年11月、『I LOVE MUSIC Ⅱ』（バウ）

### 第1次専科時代
- 1983年2月、『霧深きエルベのほとり』（花組）ボルガー
- 1984年4月、『ロジャースビル物語』（花組：バウ）キャズウェル少佐
- 1985年5月、『榛名由梨ゴールデンタイムⅡ』（バウ）
- 1987年8月、『グリーン・スリーブス』（星組：バウ）バーナバス・タバナー
- 1989年1月、『心中・恋の大和路』（月組：バウ）伊兵衛
- 1989年5月、『誓いの首飾り』（星組：バウ・東京特別）パンタレオーネ
- 1990年2月、『大いなる遺産』（月組）マシュー・ポケット
- 1990年4月、『ロミオとジュリエット』（月組：バウ・東京特別）ロレンス
- 1991年5月、『紫陽の花しずく』（月組：バウ）与兵衛
- 1991年6月、『ヴェネチアの紋章』（花組）プリウリ
- 1991年8月、『ディーン』（花組：バウ・東京特別）モーゼス
- 1992年3月、『この恋は雲の涯まで』（雪組）金売り吉次
- 1992年7月、『忠臣蔵 -花に散り雪に散り-』（雪組）多門伝八郎、綿屋喜左衛門
- 1993年1月、『マンハッタン物語』（月組：バウ・東京特別・名古屋特別）ヘンリー・ブレイク
- 1993年8月、『FILM MAKING』（星組：バウ・東京特別）ウィリアム・スノー
- 1994年2月、『サラン・愛』（花組：バウ）李安国
- 1994年7月、『花扇抄』／『扉のこちら』カーナビッツ（ロンドン公演）
- 1994年9月、『冬の嵐、ペテリブルグに死す』（花組）パーヴェル・グレーミン公爵
- 1994年12月、『LE MISTRAL -鏡の中に消えた男-』（月組：シアタードラマシティ）ペリエ警部
- 1995年6月、『エデンの東』（花組）ホレス・クイーン
- 1996年10月、『アナジ』（雪組：バウ・東京特別）平戸屋市右衛門
- 1997年1月、『武蔵野の露と消ゆとも』（星組：バウ・東京特別）橋本実麗
- 1997年5月、『誠の群像 -新撰組逃亡記-』（星組）芹沢鴨
- 1997年9月、『Elegy 哀歌』（星組：バウ）ゴルヴナール
- 1997年11月、『ダル・レークの恋』（星組）インディラ・クマール

### 月組時代
- 1998年2月、『WEST SIDE STORY』ドック
- 1998年7月、『永遠物語』（バウ・東京特別）虎吉
- 1998年9月、『黒い瞳』ミロノフ大尉／『ル・ボレロ・ルージュ』
- 1999年3月、『うたかたの恋』ヨゼフ皇帝／『ミリオン・ドリームズ』（全国ツアー）
- 1999年5月、『螺旋のオルフェ』ハヌッセン／『ノバ・ボサ・ノバ』ポリス
- 1999年7月、『十二夜 -またはお望みのもの-』（バウ）マルボーリオ
- 1999年10月、『夢幻花絵巻』／『ブラボー!タカラヅカ』（北京・上海）
- 1999年11月、『うたかたの恋』ヨゼフ皇帝／『ブラボー!タカラヅカ』（全国ツアー）
- 2000年2月、『LUNA-月の伝言-』ウラノス／『BLUE・MOON・BLUE -月明かりの赤い花-』
- 2000年9月、『ゼンダの城の虜』ヨハン／『ジャズマニア』
- 2001年1月、『いますみれ花咲く』／『愛のソナタ』ファニナル（東京）
- 2001年3月、『プロヴァンスの碧い空』（東京特別）オーギュスト・ナンセル
- 2001年5月、『愛のソナタ』ファニナル／『ESP!!』（宝塚）
- 2001年8月、『大海賊 -復讐のカリブ海-』ラッカム船長／『ジャズマニア』
- 2002年1月、『ガイズ&ドールズ』ブラニガン警部

### 第2次専科時代
- 2002年8月、『専科 エンカレッジコンサート』（バウ）
- 2002年10月、『エリザベート -愛と死の輪舞-』（花組）マックス公爵
- 2003年3月、『おーい春風さん』（花組：バウ）地蔵
- 2003年5月、『野風の笛』（花組）伊達政宗
- 2003年10月、『二都物語』（花組：バウ・東京特別）ロリー
- 2004年2月、『1914／愛』（星組）ジャン・ポール・フルーレ伯爵
- 2004年11月、『青い鳥を捜して』（雪組）アンソニー・マクノートン
- 2005年2月、『それでも船はゆく』（星組：バウ）ハロルド・ハロウェイ
- 2005年5月、『長崎しぐれ坂』（星組）和泉屋庄兵衛
- 2005年9月、『JAZZYな妖精たち』（月組）マクガバン
- 2006年2月、『想夫恋　-言の葉もなき、君の心-』（月組：バウ）平清盛
- 2006年3月、『NEVER SAY GOODBY -ある愛の軌跡-』（宙組）マーク・スタイン
- 2006年8月、『UNDERSTUDY』（宙組：バウ）サー・ブライアン・ブライトンVII
- 2006年11月、『維新回天・竜馬伝! -硬派・坂本竜馬III-』（宙組）勝海舟
- 2007年5月、『エリザベート -愛と死の輪舞-』（雪組）マックス公爵
- 2007年9月、『専科 エンカレッジ・コンサート』（バウ）
- 2007年9月、『アデュー・マルセイユ -マルセイユより愛を込めて-』（花組）フィリップ　※退団公演

## 宝塚退団後の主な舞台
- 2008年11月、『情熱のパソドブレ』（心斎橋そごう劇場・北沢タウンホール）ミゲル・ドミンゴ
- 2009年4月、『月光のカンタータ』（心斎橋そごう劇場）ギュスターブ執事・リシェール修道院長
- 2011年4月、『風雅の旅』（国立文楽劇場小ホール）芭蕉
- 2012年9月、『ボヘミアン・ラプソディ』（宝塚バウホール）芭蕉
- 2025年3月、朗読劇『忠臣蔵』（よみうり大手町ホール・兵庫県立芸術文化センター）[7]